# Woodfield
Woodfield és una concentració de població designada pel cens dels Estats Units a l'estat de Carolina del Sud. Segons el cens del 2000 tenia 9.238 habitants.

## Demografia
Segons el cens del 2000, Woodfield tenia 9.238 habitants, 3.621 habitatges i 2.429 famílies. La densitat de població era de 1.278,4 habitants/km².
Dels 3.621 habitatges en un 31,8% hi vivien nens de menys de 18 anys, en un 44% hi vivien parelles casades, en un 19,2% dones solteres, i en un 32,9% no eren unitats familiars. En el 27% dels habitatges hi vivien persones soles el 6,2% de les quals corresponia a persones de 65 anys o més que vivien soles. El nombre mitjà de persones vivint en cada habitatge era de 2,51 i el nombre mitjà de persones que vivien en cada família era de 3,02.
Per edats la població es repartia de la següent manera: un 25% tenia menys de 18 anys, un 10,1% entre 18 i 24, un 31,2% entre 25 i 44, un 20,9% de 45 a 60 i un 12,9% 65 anys o més.
L'edat mediana era de 35 anys. Per cada 100 dones de 18 o més anys hi havia 82,6 homes.
La renda mediana per habitatge era de 37.775 $ i la renda mediana per família de 42.500 $. Els homes tenien una renda mediana de 30.804 $ mentre que les dones 25.618 $. La renda per capita de la població era de 18.479 $. Entorn del 8,2% de les famílies i l'11% de la població estaven per davall del llindar de pobresa.

## Poblacions més properes
El següent diagrama mostra les poblacions més properes.